# Эль-Абасья
Эль-Абасья — посёлок, расположенный в Тунисе на островах Керкенна. Место рождения профсоюзного лидера Фархата Хашеда (1914—1952). Достопримечательности — Музей наследия островов и мечеть.